# Rajd Safari 1995
Rajd Safari 1995 (43. Safari Rally Kenya 1995) – czwarta runda eliminacji Dwulitrowego Rajdowego Pucharu Świata w roku 1995, który odbył się w dniach 14-17 kwietnia. Bazą rajdu było miasto Nairobi.

## Wyniki końcowe rajdu
| Msc.                   | Kierowca               | Pilot                  | Samochód                  | Czas                   | Strata                 | Grupa                  |                        |
| Klasyfikacja generalna | Klasyfikacja generalna | Klasyfikacja generalna | Klasyfikacja generalna    | Klasyfikacja generalna | Klasyfikacja generalna | Klasyfikacja generalna | Klasyfikacja generalna |
| ---------------------- | ---------------------- | ---------------------- | ------------------------- | ---------------------- | ---------------------- | ---------------------- | ---------------------- |
| 1.                     | Yoshio Fujimoto        | Arne Hertz             | Toyota Celica Turbo 4WD   | 17:38.27               | 0.0                    | A8                     |                        |
| 2.                     | Kenjiro Shinozuka      | Pentti Kuukkala        | Mitsubishi Lancer Evo III | 18:20.49               | +42.22                 | A8                     |                        |
| 3.                     | Ian Duncan             | David Williamson       | Toyota Celica Turbo 4WD   | 19:01.10               | +1:22.43               | A8                     |                        |
| 4.                     | Hideaki Miyoshi        | Mo Verjee              | Subaru Impreza WRX        | 21:37.02               | +3:58.35               | N4                     |                        |
| 5.                     | Marco Brighetti        | Peter Stone            | Subaru Impreza WRX        | 22:43.20               | +5:04.53               | N4                     |                        |
| 6.                     | Rob Hellier            | Shabir Haji            | Mitsubishi Galant VR-4    | 23:14.01               | +5:35.34               | A8                     |                        |
| 7.                     | Marco Galanti          | Hans Thiede            | Toyota Celica Turbo 4WD   | 23:18.26               | +5:39.59               | A8                     |                        |
| 8.                     | Jonathan Toroitich     | Ibrahim Choge          | Toyota Celica Turbo 4WD   | 23:29.27               | +5:50.00               | A8                     |                        |
| 9.                     | Rudi Stohl             | Jürgen Bertl           | Audi Coupé S2             | 23:53.28               | +6:15.01               | A8                     |                        |
| 10.                    | Carl Tundo             | Matthew Luckhurst      | Subaru Impreza WRX        | 25:51.41               | +8:13.14               | N4                     |                        |
| 2L WRC                 |                        |                        |                           |                        |                        |                        |                        |
| 1 (13).                | Azar Anwar             | Shailen Shah           | Daewoo Cielo              | 32:57:44               | -                      | N2                     |                        |